# Dufourea dilatipes
Dufourea dilatipes is een vliesvleugelig insect uit de familie Halictidae. De wetenschappelijke naam van de soort is voor het eerst geldig gepubliceerd in 1948 door Bohart.